# 2644 Victor Jara
2644 Victor Jara eller 1973 SO2 är en asteroid i huvudbältet som upptäcktes den 22 september 1973 av den rysk-sovjetiske astronomen Nikolaj Tjernych vid Krims astrofysiska observatorium på Krim. Den har fått sitt namn efter Víctor Jara.
Asteroiden har en diameter på ungefär 5 kilometer.